# Io-io de paper

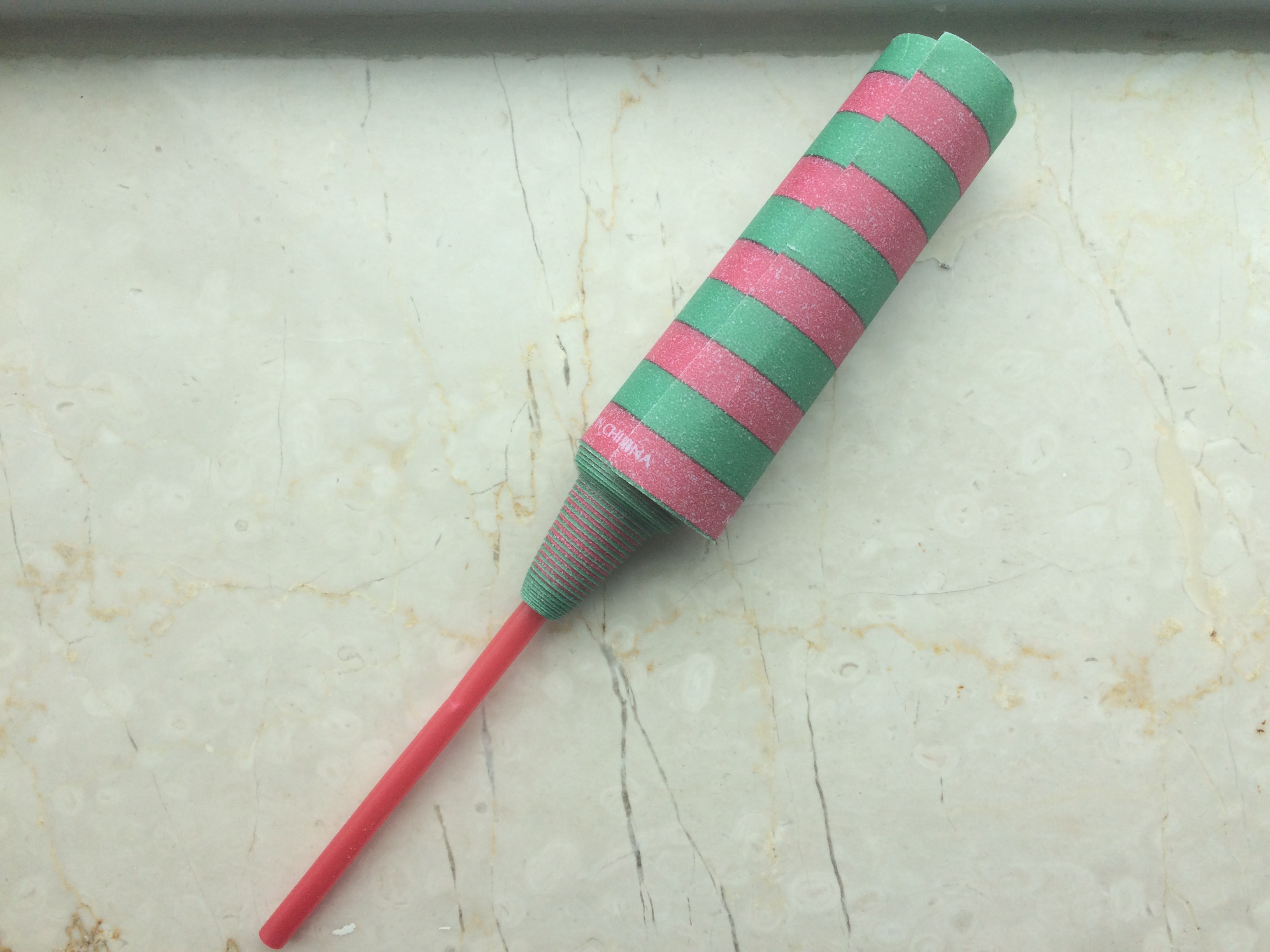
Io-io de paper.

Un io-io de paper és una joguina relativament senzilla consistent en un bastonet de secció circular i una llarga banda de paper enrotllada a un dels seus extrems. L'amplària de la banda de paper és més curta que el bastonet, permetent agafar la joguina amb una mà.

## Accionament
En posició de repòs, la banda de paper es manté enrotllada en una espiral (relativament) apretada, formant un cilindre o gairebé. Si una persona agafa aquesta joguina amb una mà i, des d'una posició vertical de la joguina, estira el braç girant (a la vegada) la joguina un angle d'uns noranta graus, la banda de paper s'estira i allarga de manera considerable en el sentit del mànec o bastonet. L'efecte és espectacular per a observadors desprevinguts o desconeixedors de la joguina.
El retorn a la posició inicial es produeix per l'efecte ressort del paper, ajudat pel retorn a la posició vertical del bastonet.

### Seguretat
L'extrem projectat de l'espiral de paper pot ser perillós si colpeja parts sensibles, especialment els ulls de persones i animals. Cal no apuntar directament persones ni objectes fràgils.

## Principis físics[calcitació]

### Fabricació
La joguina està basada en una banda espiral de paper. De fet és una banda de paper plana que ha estat embolicada al voltant del bastonet. El paper habitual, sotmès a una deformació plàstica en condicions normals (a temperatura ambient i humitat ambient), conserva la forma provocada per la deformació esmentada. Una tira plana de paper, quan s'embolica al voltant d'un llapis, es transforma en una tira espiral.

### Elasticitat
Un tipus de paper determinat té, entre altres propietats físiques, una certa elasticitat mecànica i un límit elàstic concret. Un full de paper pla es pot deformar de diverses maneres sense que deixi de ser pla, sempre que les deformacions provocades no superin el límit elàstic.
De manera semblant, un full de paper deformat plàsticament (per exemple, una bola de paper rebregat) conserva la nova forma deformada i té una elasticitat semblant a la d'un full de paper no deformat.

### Efecte io-io
El moviment alternatiu de desplegat i plegar l'espiral de paper el provoca la persona que fa anar la joguina.
A partir d'un posició inicial vertical, en repòs i amb l'espiral de paper plegada, la persona que sosté la joguina gira el canell de la mà uns noranta graus (amb una certa brusquetat i acompanyant el moviment amb el braç) i s'atura. L'energia cinètica de l'espiral de paper provoca que es desplegui i allargui.
Just quan l'espiral s'ha estirat al màxim i torna a recuper-se per l'acció elàstica del paper, el jugador torna el mànec a la posició vertical (amb un moviment moderat) i l'espiral es plega, ajudada per la gravetat.

## Materials
El bastonet de suport (mànec o agafador) acostuma a ser de plàstic en els models comercials de la joguina. En models de construcció casolana pot ser de fusta, canya o similar.
El paper de l'espiral convé que tingui una certa qualitat. Pot estar encerat o tractat per a fer-lo
més resistent a la humitat.

## Dimensions
- La llargària típica del mànec és d'uns 30 cm
- L'amplària de la banda de paper és d'uns 15 cm
- La llargària de la banda espiral és d'uns 2 metres